# Wandella
Wandella es un género de arañas araneomorfas de la familia Filistatidae. Se encuentra en Australia. 

## Lista de especies
Según The World Spider Catalog 11.5:
- Wandella alinjarra Gray, 1994
- Wandella australiensis (L. Koch, 1873)
- Wandella barbarella Gray, 1994
- Wandella centralis Gray, 1994
- Wandella diamentina Gray, 1994
- Wandella murrayensis Gray, 1994
- Wandella orana Gray, 1994
- Wandella pallida Gray, 1994
- Wandella parnabyi Gray, 1994
- Wandella stuartensis Gray, 1994
- Wandella waldockae Gray, 1994